# De novo design
De novo design nebo také de novo docking je metodou návrhu léčiv založeném na znalosti struktury cíle. Vyznačuje se především tím, že našim cílem je vytvořit novou molekulu nebo upravit již známou a dosáhnout tak nové výsledné struktury. Cílem je nejčastěji protein, jehož 3D strukturu lze získat například analytickými metodami jako je rentgenová krystalografie nebo NMR spektroskopie. Na základě této struktury postupně modelujeme nový (proto „de novo“) ligand přímo ve vazebném místě. Ligand můžeme sestavovat z jednotlivých atomů nebo větších fragmentů molekul tak, aby byla afinita k vazebnému místu co nejvyšší. Tento koncept se skládá ze tří částí: vytvoření molekuly, ohodnocení molekuly a optimalizace této molekuly. Každý z těchto kroků může být proveden zvlášť nebo spolu s jiným, a to jak člověkem, tak především počítačem. Rozvoj pokročilých technik strojového učení, či umělé inteligence umožnil automatizované generování nových chemických entit s požadovanými vlastnostmi. 
De novo design ligandu podporuje hledání nových molekulárních cílů (v lékařské chemie) , může být založeno buď na strukturních informacích o cílovém aktivním místě nebo na podobnosti se známými ligandy. Při chybějící informaci o struktuře cíle poskytují farmakofory způsob, jak najít topologicky nové skafoldy. Skafoldy jsou základní strukturální jádra molekul, které slouží jako kostra pro syntézu nových sloučenin. Tyto struktury určují prostorové uspořádání a možnosti modifikace, čímž ovlivňují biologickou aktivitu.

## Historie

### Dříve
Společně se zdokonalováním metod k získání 3D struktur složitých molekul, jako proteinů, a vývojem počítačů, se v devadesátých letech zvýšil zájem o de novo design. Naneštěstí zájem brzy vychladl, jelikož výsledky de novo metod nebyly tak přesné jako u jiných metod. Ostatní varianty v té době nabízely lepší řešení otázek dostupnosti syntetizování těchto látek a ohodnocování jednotlivých ligandů. V poslední dekádě, s objevy v příbuzných oblastech chemie a také informatiky, se však de novo přístup dočkal jakéhosi vzkříšení.

### Dnes
Dříve platilo, že metody de novo design nemohou identifikovat molekulu vhodnou pro syntézu, ale mohou identifikovat slibný návrh pro podrobné posouzení odborníkem. Tedy programy pro tradičnější konstrukci molekul, které opakovaně vyústily v příliš složité chemické struktury. V současnosti se dostáváme do situace, že postupy de novo designu jsou schopny vytvářet snadno syntetizovatelnou chemickou látku s požadovanými vlastnostmi. Vezmeme-li v úvahu nedostatky v automatizovaném plánování chemické syntézy a navrhování reakčních cest, kombinace modelů molekulárního designu řízených umělou inteligencí s pokročilými algoritmy, nabízí dostatečnou příležitost pro budoucí objevy nových molekul.
Oblast de novo proteinového designu prošla v posledním desetiletí velkým pokrokem. Před objevem této metody se obvykle používalo modifikování již existujících proteinů s podobnou funkcí, která byla požadována. Případně, pokud nebyla podobná funkce proteinu, hledal se protein s vhodnou geometrií a dostatečnou stabilitou, aby docházelo k potřebné interakci. De novo design proteinů tedy umožňuje přístup k "nekonečnému" počtu variant tvarů proteinů, které mohou být využívány tak, aby vázaly specifické cíle nebo malé molekuly s novými lékařskými aplikacemi. I přes obrovské pokroky, regulace tohoto rodícího se pole může být obtížná kvůli množství dostupných přístupů a jejich neustálému vývoji.